# Читино-Ингодинская впадина
Чити́но-Ингоди́нская впа́дина — впадина в западной части Забайкальского края России, одна из самых крупных (по длине).

## Расположение
Читино-Ингодинская впадина расположена между Яблоновым хребтом (с севера и северо-запада) и Черского (с юга и юго-востока). Впадина состоит из двух частей: Ингодинской (длиной более 190 км) и Читинской (более 70 км), которые в окрестностях города Читы соединяются, имея, таким образом, общую протяжённость более 260 км. Ширина впадины колеблется от 2—4 до 25 км. Впадина начинается на юго-западе, от сёл Новосалия и Шебартуй 2-й и заканчивается на северо-востоке долиной реки Сахалтукан (правый приток Читы).

## Геология
Читино-Ингодинская впадина сложена осадочными (с залежами бурого угля), гранитоидные и базальтоидные формации верхнеюрско-нижнемелового возраста, перекрытые сверху кайнозойскими континентальными отложениями сравнительно небольшой мощности. Заложение впадины относится к мезозою, дальнейшее формирование шло в неоген-четвертичное время.
Днища обеих частей впадины наиболее приподняты на флангах (750—900 м) и постепенно снижаются к месту соединения до 637 м. Борты впадины (склоны окружающих хребтов) преимущественно пологие. Основные типы ландшафта — приречные луга, лесостепи (нередко распаханные), сосновые боры, переходящие вверх по склонам в горную тайгу.